# کاسیلدا
کاسیلدا (به اسپانیایی: Casilda) شهری در کشور آرژانتین، ایالت سانتا فه است که در سال ۲۰۰۹ میلادی، حدود ۳۱٬۱۲۷ نفر جمعیت داشته است.